# Tuscarora CDP (Nueva York)
Tuscarora es un lugar designado por el censo ubicado en el condado de Livingston en el estado estadounidense de Nueva York. En el Censo de 2020 tenía una población de 71 habitantes y una densidad poblacional de 295,83 habitantes por km². Fue incluido como CDP por primera vez en el censo de 2010.

## Geografía
Tuscarora se encuentra ubicado en las coordenadas 42°10′17″N 77°58′43″O / 42.17139, -77.97861. Según la Oficina del Censo de los Estados Unidos,  tiene una superficie total de 0,24 km², todos correspondientes a tierra firme.